# Касана (Ла Специја)
Касана је насеље у Италији у округу Ла Специја, региону Лигурија.
Према процени из 2011. у насељу је живело 108 становника. Насеље се налази на надморској висини од 236 м.